# Le Lorax (film)
Ne doit pas être confondu avec le livre originel Le Lorax.
Pour plus de détails, voir Fiche technique et Distribution.
Le Lorax (Dr. Seuss' The Lorax) est un film d'animation musical franco-américain réalisé par Chris Renaud et Kyle Balda et sorti en 2012. Il est adapté du livre homonyme de Dr. Seuss.

## Synopsis
Pour conquérir le cœur de sa jolie voisine Audrey, Ted s’échappe de Thneedville, un monde totalement artificiel où toute végétation a définitivement disparu et dans lequel l'air est uniquement accessible par achat, pour partir en quête d’un arbre vivant. Ted rencontre le Gash-pilleur, vieil ermite aigri reclus dans sa cabane au milieu de nulle part, et découvre la légende du Lorax, cette créature aussi renfrognée que craquante qui vit dans la magnifique vallée de Truffala, qui parle au nom des arbres et qui lutte pour la protection de la nature. Avec l’aide de sa grand-mère, Mamie Norma, Ted déjoue les pièges de M. O'Hare, le maire de Thneedville et homme d'affaires chargé de la vente de l'air qui voit les arbres comme une menace pour ses affaires, ainsi que de ses sbires, pour rapporter à Audrey la dernière graine d’arbre vivant au monde. Sans le savoir, le jeune garçon transforme le destin de Thneedville, mais surtout, celui du monde disparu du Lorax en transmettant son message.

## Fiche technique
Sauf indication contraire, les informations mentionnées dans cette section peuvent être confirmées par les bases de données cinématographiques IMDb et Allociné,  présentes dans la section « Liens externes ».
- Titre original : Dr. Seuss' The Lorax
- Titres français et québécois : Le Lorax
- Réalisation : Chris Renaud et Kyle Balda
- Scénario : Ken Daurio et Cinco Paul, d'après Le Lorax de Dr. Seuss
- Directeur artistique : Éric Guillon
- Décors : Yarrow Cheney
- Montage : Claire Dodgson, Steven Liu, Ken Schretzmann
- Musique : John Powell
- Production : Janet Healy et Christopher Meledandri
  - Production déléguée : Ken Daurio, Audrey Geisel et Cinco Paul
  - Production associée : Robert Taylor
- Sociétés de production : Illumination Entertainment et Universal Pictures
- Sociétés de distribution : Universal Pictures (États-Unis, Canada), Universal Pictures International (France, Belgique et divers pays)
- Pays de production :  États-Unis,  France et  Japon
- Langue originale : anglais
- Format : couleur — 1,85:1 — IMAX 3D
- Genre : comédie, animation, musical
- Durée : 86 minutes
- Dates de sortie[2] :
  - États-Unis et Canada : 2 mars 2012
  - France et Belgique : 18 juillet 2012

## Distribution

### Voix originales
- Danny DeVito : le Lorax
- Ed Helms : le Gash-pilleur (Once-ler en VO)
- Zac Efron : Ted Wiggins
- Taylor Swift : Audrey
- Betty White : Norma, la grand-mère de Ted (Grammy Norma en VO)
- Rob Riggle : M. Aloysius O'Hare
- Jenny Slate : la mère de Ted
- Nasim Pedrad : la mère du Gash-pilleur
- Joel Swetow : un gars du marketing
- Elmarie Wendel : tante Grizelda
- Danny Cooksey : Brett / Chet
- Stephen Tobolowsky : oncle Ubb
- Brett Goldstein : Morty
- Owen Wilson : McGurk

#### Voix supplémentaires
- Jack Angel
- Bob Bergen
- John Cygan
- Debi Derryberry
- Bill Farmer
- Jess Harnell
- Danny Mann
- Mona Marshall
- Laraine Newman

### Voix françaises
- François Berléand : le Lorax
- Jean-Christophe Dollé : le Gash-pilleur
- Kev Adams : Ted Wiggins
- Mélodie Orru : Audrey
- Jean-Claude Leguay : Aloïs O'Hare
- Alexandra Lamy : la mère de Ted
- Paulette Frantz : Norma, la grand-mère de Ted
- Evelyne Grandjean : Norma, la grand-mère de Ted (chant)
- Shay Zohar : Sï, un employé de O'Hare
- Hélène Babu : la mère du Gash-Pilleur
- Daniel Kenigsberg : cadre marketing n°1
- Julien Sibre : cadre marketing n°2
- Anne Canovas : tante Grizelas
- Martin Amic : Brett / Chet
- Emmanuel Garijo : Ted Wiggin
- Gad Elmaleh : Morty et McGurk
- (seulement dans la bande-annonce)

Source et légende : Version française (V. F.) sur le site d’AlterEgo (la société de doublage)

### Voix québécoises
- Manuel Tadros : le Lorax (voix)
- Marc Labrèche : le Gash-Pilleur  (voix et chant)
- Nicolas Charbonneaux-Collombet : Ted Wiggins (voix)
- Catherine Brunet : Audrey (voix)
- Pascale Montreuil : la mère de Ted (voix et chant)
- Élizabeth Chouvalidzé : Mamie Norma (voix et chant)
- Sébastien Dhavernas : M. O'Hare (voix et chant)

Chœur: Pierre Bédard, Luc Campeau, Dominique Faure, Monique Fauteux, Nancy Fortin, Catherine Léveillé, José Paradis, Vincent Potel
- Adaptation des chansons: Pierre Bédard
- Direction des chansons: Pierre Bédard et François Asselin
- Direction des chœurs : Josée Destrempes et Mark Giannetti
- Chant: Prune Axelrad (Marie), Nicolas De Passillé-Scott (Glenn), Francesco Verrecchia (le livreur)

Source : Doublage Québec

## Accueil

### Accueil critique
Le film ne reçoit qu'un score de 46 sur 100 basé sur 30 critiques sur Metacritic et 54% d'opinions favorable pour 156 critiques sur Rotten Tomatoes.

### Popularité en ligne
Le film reçoit cependant une certaine popularité sur l'internet anglophone, avec des mèmes tournant autour du Gash-pilleur (Once-Ler en anglais) dont le visage est montré pour la première fois dans une adaptation officielle (il apparaissait tout le temps caché dans le livre d'origine et le film de 1972 (en)). Ce Fandom principalement dynamique sur Tumblr dédie au Gash-pilleur des Fanarts, des Fanfictions, des Cosplays ainsi que du shipping avec d'autres personnages fictifs différents hors-Lorax,. Le fandom du Gash-pilleur est aussi très associé avec la communauté LGBT de Tumblr.